# نترات الكادميوم
 نترات الكادميوم  مركب كيميائي له الصيغة Cd(NO3)2، ويكون على شكل بلورات بيضاء.

## الخواص
- ينحل نترات الكادميوم بشكل جيد في الماء، كما ينحل في الأحماض المختلفة. يوجد منه شكل مائي وهو عبارة عن رباعي هيدرات.
- يتفكك نترات الكادميوم حرارياً بالتسخين إلى درجات حرارة تتجاوز 350°س مشكلاً أكسيد الكادميوم وأكسيد النيتروجين.
- عند تمرير غاز كبريتيد الهيدروجين على محلول من نترات الكادميوم يتشكل راسب أصفر من كبريتيد الكادميوم. يمكن الحصول على شكل أحمر من الراسب بإجراء العملية عند درجة الغليان. أما عند معالجة محاليل مائية من نترات الكادميوم مع كبريتات الصوديوم، فيترسب مركب كبريتات الكادميوم، والذي غالباً ما يستخدم في الكهرضوئية.[4]

## التحضير
يحضر نترات الكادميوم بحل فلز الكادميوم أو أكسيده أو كربونات الكادميوم في حمض النتريك، يل يذلك إجراء عملية تبلور
CdO + 2HNO3 → Cd(NO3)2 + H2O
CdCO3 + 2 HNO3 → Cd(NO3)2 + CO2 + H2O
Cd + 4 HNO3 → 2 NO2 + 2 H2O + Cd(NO3)2

## الاستخدامات
- يستخدم نترات الكادميوم كخضاب من أجل تلوين الزجاج والبورسلان.
- يدخل في تركيب بعض مستحضرات التصوير الضوئي.